# Riksväg 9
Der Riksväg 9 ist eine schwedische Fernverkehrsstraße. Die Straße verläuft auf einer Länge von 140 km entlang der Südküste von Schonen von Trelleborg nach Brösarp.

## Verlauf

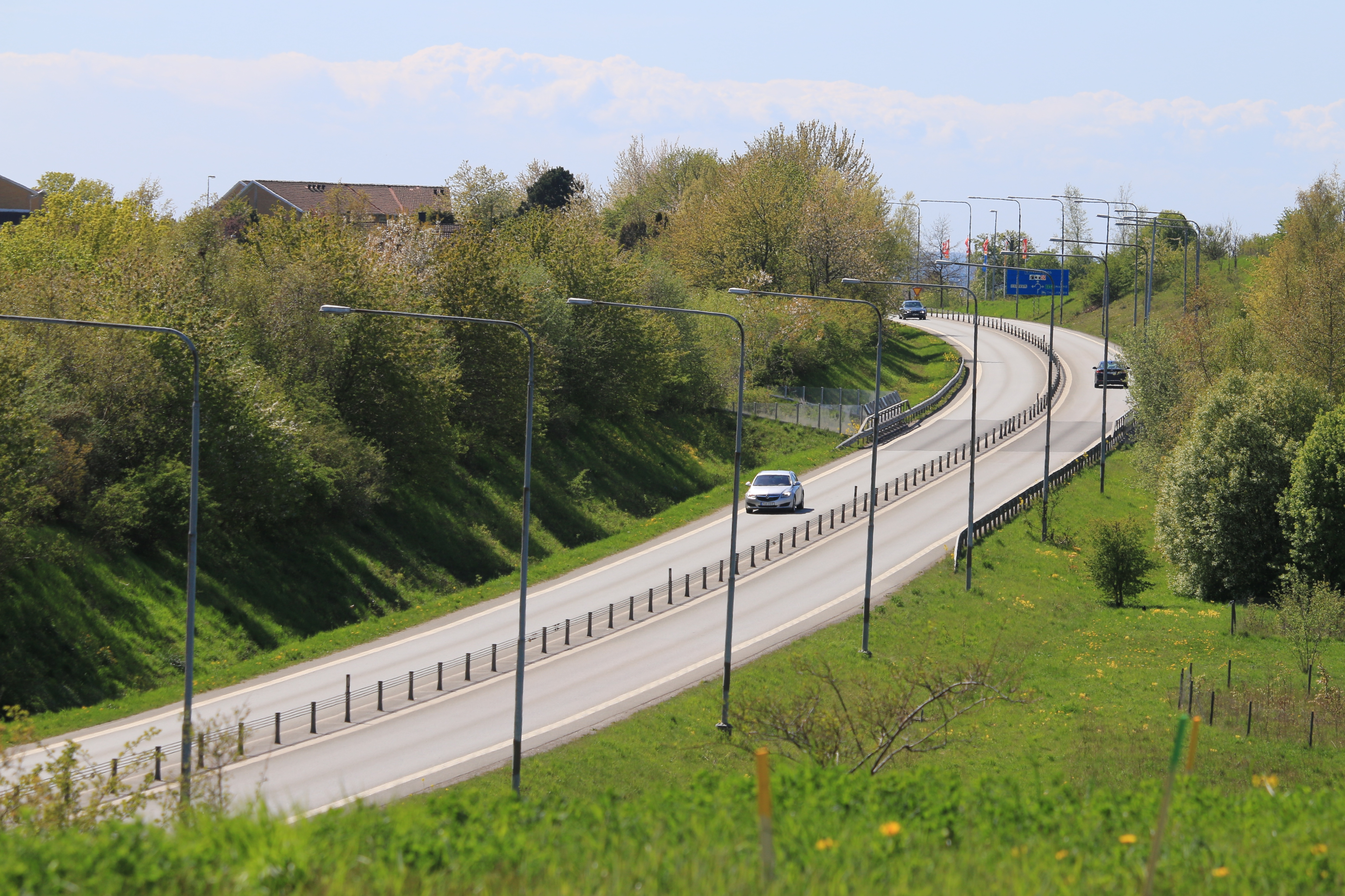
Dag Hammarskjölds väg in Ystad

Die Straße beginnt im Fährhafen Trelleborg an der E6 und E22. Von dort aus verläuft der Riksväg 9 nach Ystad und weiter im Hinterland der Region Österlen nach Simrishamn. Der weitere Verlauf führt in nordnordwestlicher Richtung meist in Küstennähe über Kivik nach Brösarp, wo die Straße auf den Riksväg 19 trifft und an diesem endet.

## Geschichte
Die Straße, die bis 1985 den längeren Weg über Borrby statt über Hammenhög nahm, wurde bis 1992 als Riksväg 10 bezeichnet. Mit der damaligen Änderung der Straßennummerierung war die Zahl 10 aber durch den Europaväg 10 belegt, so dass die Nummer auf 9 geändert wurde. Die Straße wurde dadurch der einzige Riksväg mit einziffriger Nummer.